# Bronisław Pura
Bronisław Pura (ur. 15 czerwca 1939 w Pilczycy, zm. 26 grudnia 2020 w Warszawie) – polski naukowiec, doktor habilitowany nauk fizycznych o specjalności fizyka ciała stałego, profesor uczelni na Wydziale Fizyki Politechniki Warszawskiej.

## Życiorys
Syn Jana i Marianny. W 1965 ukończył studia magisterskie w Zakładzie Fizyki Jądra Atomowego na Wydziale Fizyki Uniwersytetu Warszawskiego i uzyskał tytuł zawodowy magistra za pracę pt. Pomiar podłużnej polaryzacji elektronów z rozpadu Cs137. W 1975 obronił pracę doktorską w Instytucie Fizyki Politechniki Warszawskiej.
Pracę badawczą podejmował, a następnie pełnił funkcję kierownika w ramach Zakładu Optyki Nieliniowej Wydziału Fizyki Technicznej i Matematyki Stosowanej PW (później WF PW), gdzie zajmował się m.in. badaniami dotyczącymi optycznej bistabilności natężeniowej i polaryzacyjnej oraz nieliniowej żyrotropii. Był także kierownikiem studenckiego Laboratorium Krystalografii Rentgenowskiej w ramach Instytutu Fizyki WFSiMS PW, a do wyłonienia się w 1999 WF PW – kierownikiem studium doktoranckiego.
W latach 2010–2020 prezes zarządu firmy Plab Sp. z o.o. w Warszawie.
W stanie wojennym organizator pomocy charytatywnej i medycznej dla mieszkańców Warszawy. W 2003 odznaczony przez prymasa Polski i arcybiskupa warszawskiego kard. Józefa Glempa orderem prymasowskim Ecclesiae populoque servitium praestanti – Wyróżniającemu się w służbie dla Kościoła i Narodu.

## Wybrane publikacje
- Pura B., Gronowska I., Petykiewicz J., Observation of optical bistability in cholesteric liquid crystals, w: Acta Physica Polonica. Seria A, General Physics, Solid State Physics, Applied Physics, Vol. 92 nr 3 (1997), s. 527–533.
- Pura B., Zagórski A., Investigations of nonlinear scattering of light in smectic liquid crystal 4DBT/12DBT, w: Optica Applicata, nr 1, 1996, s. 3–8.
- Petykiewicz J., Pura B., Ratusznik G., Wierzbicki M., Wrzesiński Z., Polarization bistability in a smectic-A liquid crystal, w: Optica Applicata, nr 3, 2001, s. 619–624.